# Agricola van Avignon

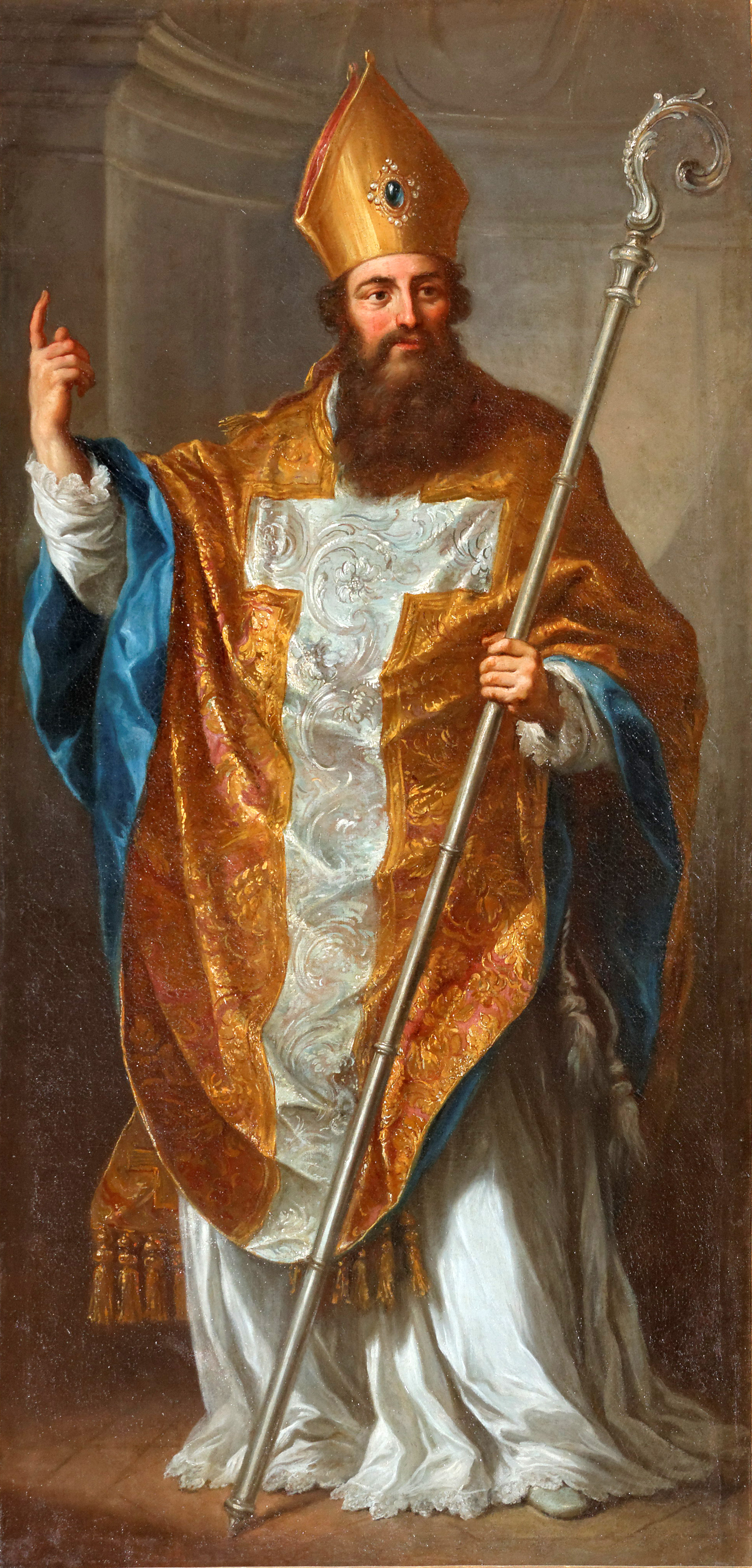
Agricola, bisschop van Avignon (Philippe Sauvan, achttiende eeuw)

Agricola van Avignon (zevende eeuw – Avignon, circa 700) was bisschop van Avignon, in opvolging van zijn vader Magnus van Avignon.

## Levensloop
Agricola leefde in het Frankenrijk bestuurd door Merovingers. Zijn geboorte wordt gesitueerd tussen 627 en 630. Hij was afkomstig uit een vooraanstaande familie en volgde net als zijn vader een opleiding tot monnik in het klooster van Lérins. Toen Agricola zijn vader als bisschop opvolgde, trok de vader zich terug in Lérins. Hij bouwde enkele kerken in Avignon; mogelijk was één kerk een abdijkerk in samenwerking met de monniken van Lérins. Hij liet in Avignon ook een klooster van benedictinessen oprichten.

## Verering
Na zijn dood werd hij heilig verklaard; zijn relikwieën werden vereerd in de Sint-Pieterskerk van Avignon. Toen in de twaalfde eeuw een nieuwe kapittelkerk verrees in Avignon, werd deze toegewijd aan de heilige Agricola. Zijn relieken werden in 1321 door paus Johannes XXII overgebracht naar de Sint-Agricolakerk. De relieken van Agricola en Magnus werden verborgen tijdens de Franse Revolutie en bleven zo bewaard. 
In 1647 verklaarde César Argelli, bisschop van Avignon, dat Agricola de patroonheilige van de stad was. Zijn feestdag is op 1 september of 2 september. Agricola wordt aanroepen tegen droogte, hittegolven en natuurrampen.  
Agricola van Avignon wordt afgebeeld als bisschop. Soms is hij vergezeld door een ooievaar. Volgens een legende verloste hij Avignon van een plaag van padden en slangen door een zwerm ooievaars op te roepen. Volgens een andere versie van deze legende waren het ooievaars die resten van hun prooien op de daken van Avignon achterlieten en zo ziekte over de stad verspreidden. Agricola slaagde erin de ooievaars weg te jagen, waarbij de vogels zelfs de ziekmakende resten met zich meenamen. 
Allerlei mirakels worden toegeschreven aan de heilige Agricola. Tijdens het beleg van de stad in 731 door een moslimleger werd de heilige aanroepen en de stad hield stand tot ze werd ontzet door Karel Martel. In 1494 werd Agricola aanroepen tegen een pestepidemie in Avignon. In 1574 zou de heilige een beleg van de stad door protestanten hebben verhinderd door de Rhône, de Sorgue en de Durance gelijktijdig te doen overstromen. In 1628 zou hij een overstroming van Avignon hebben afgewend en in 1755 zou hij een einde hebben gemaakt aan een lange droogte.